# Caesalpinia platyloba
Caesalpinia platyloba är en ärtväxtart som beskrevs av Sereno Watson. Caesalpinia platyloba ingår i släktet Caesalpinia och familjen ärtväxter. Inga underarter finns listade i Catalogue of Life.